# 골축

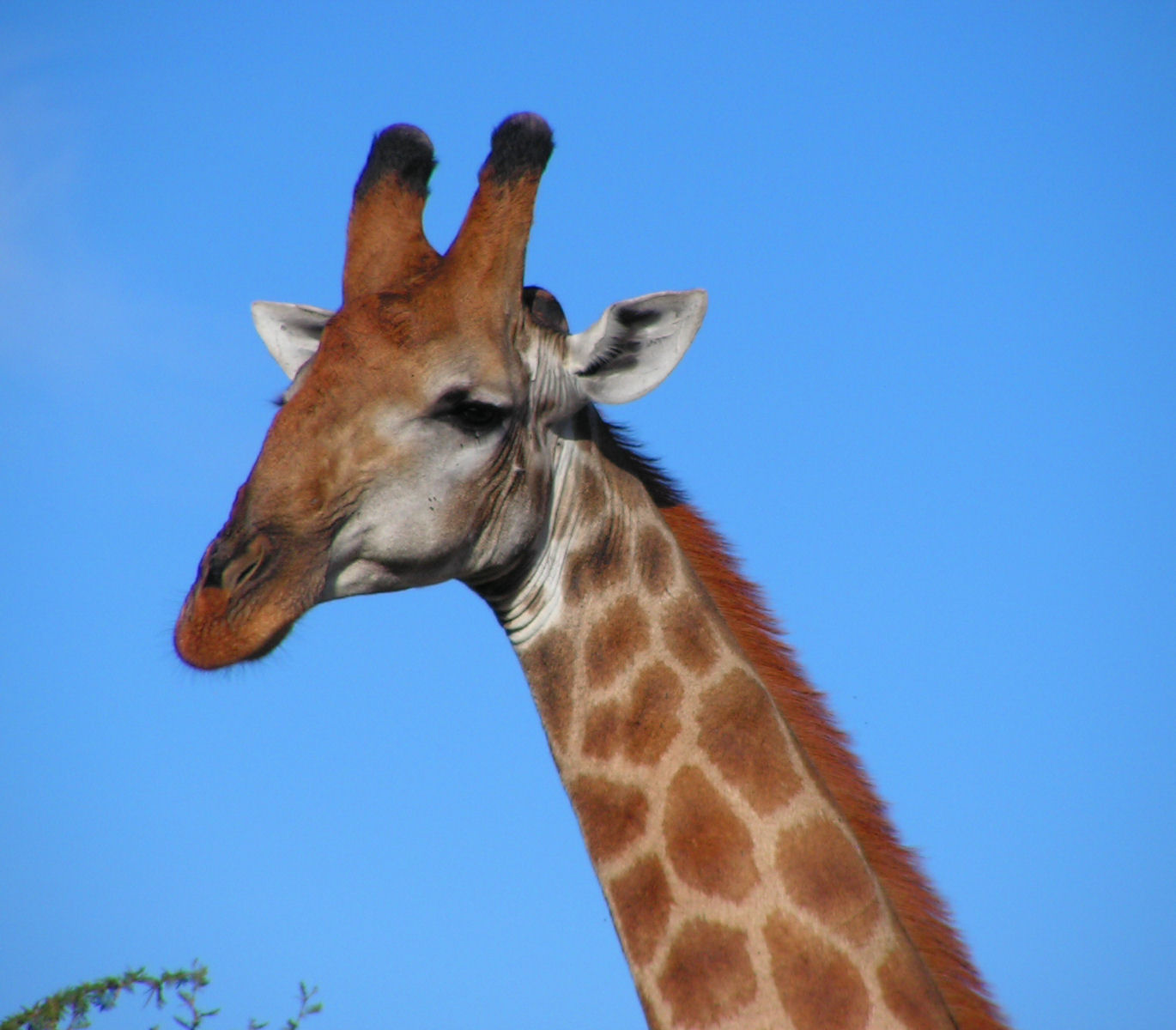
기린의 골축

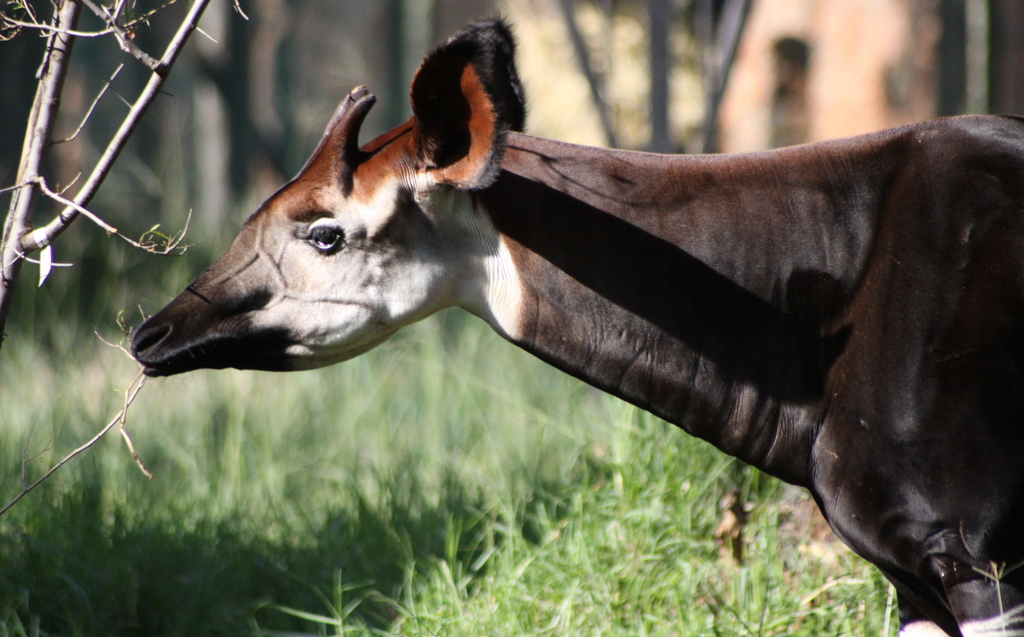
수컷 오카피의 골축

골축(骨軸, ossicone)은 기린, 수컷 오카피, 그리고 일부 멸종된 친척들의 머리에 있는 기둥 모양 또는 원뿔형의 피부로 덮인 뼈 구조이다. 골축은 표면적으로 유사한 뿔과 녹용 구조와는 독특한 발달과 영구적인 피부와 털 덮개로 구별된다.

## 구조
기린 골축은 혈관이 풍부하고 신경이 분포된 뼈 핵심으로 이루어져 있으며, 마찬가지로 혈관과 신경이 분포된 피부로 덮여 있다. 이들은 혈관과 신경이 분포된 결합 조직으로 두개골에 붙어 있다. 골축은 임신 후기에 형성되지만, 초기 발달 단계에서는 뼈가 아니며 아직 두개골과 융합되지 않는다. 골축은 보통 성적으로 성숙했을 때 두개골과 융합된다.
모든 수컷과 암컷 기린은 두개골의 두정골에 한 쌍의 두정 골축을 가지고 있다. 수컷은 또한 일반적으로 북쪽 개체군에서 더 크고 남쪽 기린에서는 더 작은 단일 중앙 골축을 전두골에 가지고 있다. 기린은 또한 후두골에 작은 추가적인 쌍을 이룬 후두 골축, 눈과 관련된 쌍을 이룬 안와 골축, 그리고 무대칭 골축을 가질 수 있다.
기린의 경우, 수컷과 암컷 골축은 구조와 목적이 다르다 (성적 이형성의 발현). 수컷은 일반적으로 더 두꺼운 골축을 가지며, 잦고 강도 높은 목치기로 인해 위쪽이 벗겨진다. 오카피의 경우, 수컷의 골축은 머리에 비해 작고 끝으로 갈수록 가늘어져 기린의 비교적 뭉툭한 골축보다 더 날카로운 점을 형성한다. 암컷 기린은 골축이 퇴화했지만, 암컷 오카피는 골축이 전혀 없다.
기린과 오카피의 멸종된 친척들의 골축 형태는 매우 다양하다. 일부 종은 한 쌍이 아닌 두 쌍의 골축을 가졌고(예: 기라포케릭스), 일부는 거친 질감(예: 산시테리움), 일부는 크고 평평한 골축을 가졌다(예: 수컷 프로리비테리움).

## 기능
뿔이나 녹용을 가진 종들과 마찬가지로, 수컷 기린은 싸움 중에 골축을 무기로 사용하며, 머리를 몽둥이처럼 사용한다. 골축은 무게를 더하고 충격력을 작은 영역에 집중시켜 더 높은 접촉 압력으로 더 강한 타격을 가할 수 있게 한다. 골축의 신경 다발과 풍부한 혈액 공급은 일부 연구자들이 이 구조가 체온 조절에도 역할을 할 수 있다고 추측하게 만들었다.

## 예시

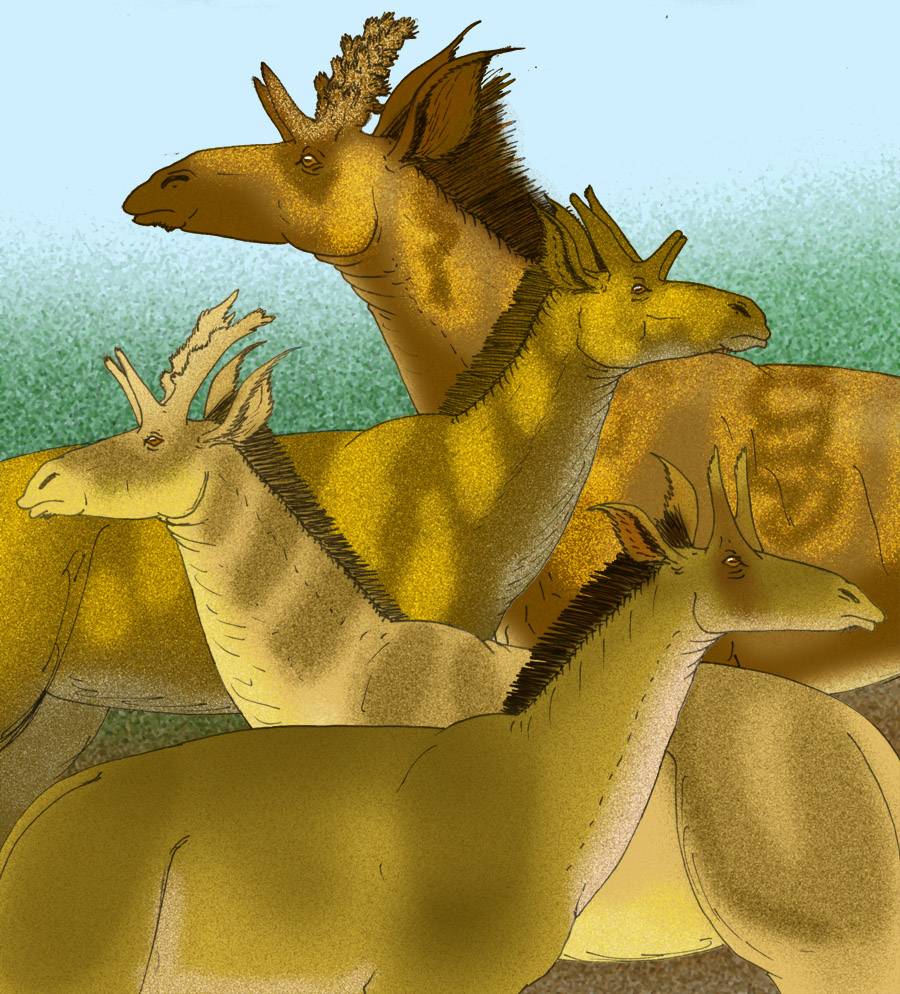
멸종된 산시테리움 종과 팔레오트라구스 마이크로돈 (기린과)의 삽화로, 현존하는 동물에서는 볼 수 없는 다양한 골축 형태와 크기를 보여준다

골축은 기린과 (기린, 오카피 및 멸종된 친척이 속하는)와 전적으로 멸종된 클리마코케라티과를 포함하는 기린상과의 일부 구성원에서만 발견된다. 화석에서 알려진 소위 골축이 실제로는 뿔이라고 주장되었지만, 후속 연구는 이 구조가 기린과 오카피의 골축과 일치함을 보여주었다. 다음은 일부 골축을 가진 속의 목록이다:
기린과
- †브라마테리움 (2쌍)
- †데켄나테리움 (1쌍)
- 기린 (1쌍)
- †기라포케릭스 (2쌍)
- †호나노테리움 (1쌍)
- †인자나테리움 (2쌍) – 머리에 대해 수평으로 각을 이룸
- †미틸라노테리움 (1쌍)
- 오카피 (1–0쌍) – 암컷은 골축이 없음
- †팔레오트라구스 (1–0쌍) – 일부 종은 골축이 없었음
- †사모테리움 (1쌍)
- †산시테리움 (1쌍)
- †시바테리움 (2쌍)

클리마코케라티과
- †클리마코케라스 (1쌍)
- †프로리비테리움 (1쌍) – 수컷 골축은 판 모양; 암컷은 더 전형적

## 더 읽어보기
- Hou, Sukuan; Danowitz, Melinda; Sammis, John; Solounias, Nikos (2014). 《Dead ossicones, and other characters describing Palaeotraginae (Giraffidae; Mammalia) based on new material from Gansu, Central China》. 《Zitteliana》 32. 91–8쪽.
- Solounias, N; Moelleken, S. M. C (1991). 《Evidence for the Presence of Ossicones in Giraffokeryx punjabiensis (Giraffidae, Mammalia)》. 《Journal of Mammalogy》 72. 215–7쪽. doi:10.2307/1382004. JSTOR 1382004.
- Churcher, Charles S (1990). 〈Cranial Appendages of Giraffoidea〉. 《Horns, Pronghorns, and Antlers》. 180–94쪽. doi:10.1007/978-1-4613-8966-8_5. ISBN 978-1-4613-8968-2.
- Davis, E. B; Brakora, K. A; Lee, A. H (2011). 《Evolution of ruminant headgear: A review》. 《Proceedings of the Royal Society B: Biological Sciences》 278. 2857–65쪽. doi:10.1098/rspb.2011.0938. JSTOR 41315010. PMC 3151718. PMID 21733893.
  - 요약은 다음과 같다: “Ruminant headgear: Antlers, horns, ossicones and pronghorns may offer medical clues”. 《ScienceDaily》. 2010년 7월 10일.
- Danowitz, Melinda; Barry, John C; Solounias, Nikos (2017). 《The earliest ossicone and post-cranial record of Giraffa》. 《PLOS ONE》 12. e0185139쪽. Bibcode:2017PLoSO..1285139D. doi:10.1371/journal.pone.0185139. PMC 5605118. PMID 28926638.
- Ríos, María; Sánchez, Israel M; Morales, Jorge (2017). 《A new giraffid (Mammalia, Ruminantia, Pecora) from the late Miocene of Spain, and the evolution of the sivathere-samothere lineage》. 《PLOS ONE》 12. e0185378쪽. Bibcode:2017PLoSO..1285378R. doi:10.1371/journal.pone.0185378. PMC 5665556. PMID 29091914.